# Tipepidine
Tipepidine (INN) (tên thương hiệu Asverin, Antupex, Asvelik, Asvex, Bitiodin, Cofdenin A, Hustel, Nodal, Sotal), còn được gọi là tipepidine hibenzate (JAN), là một thuốc chống ho và long đờm tổng hợp, không opioid của lớp thiambutene. Nó hoạt động như một chất ức chế các kênh kali kết hợp với protein G (GIRKs). Thuốc được phát hiện vào những năm 1950, và được phát triển ở Nhật Bản vào năm 1959. Nó được sử dụng như muối hibenzate và citrate.
Liều thông thường là 20   mg cứ sau 4 – 6 giờ.    Các tác dụng phụ có thể có của tipepidine, đặc biệt là khi dùng quá liều, có thể bao gồm buồn ngủ, chóng mặt, mê sảng, mất phương hướng, mất ý thức và nhầm lẫn.
Tipepidine gần đây đã thu hút được sự quan tâm như một loại thuốc tâm thần tiềm năng. Nó đang được điều tra trong trầm cảm, rối loạn ám ảnh cưỡng chế, và rối loạn tăng động giảm chú ý (ADHD). Thông qua việc ức chế các kênh GIRK, tipepidine làm tăng nồng độ dopamine trong nhân accumbens, nhưng không làm tăng hoạt động vận động hoặc tạo ra sự nhạy cảm hành vi giống như methamphetamine, và hành động này dường như chịu trách nhiệm một phần cho tác dụng chống trầm cảm của nó.